# Jeff George
(en) Statistiques sur pro-football-reference
Jeff George (né le 8 décembre 1967 à Indianapolis dans l'État d'Indiana aux États-Unis) est un joueur américain de football américain qui évoluait au poste de quarterback.
Premier choix au total lors de la draft 1990 de la NFL, il a joué 14 saisons dans la NFL pour sept équipes différentes. Il a joué pour les Colts d'Indianapolis, les Falcons d'Atlanta, les Raiders d'Oakland, les Vikings du Minnesota et les Redskins de Washington. Il a également été membre des Seahawks de Seattle et des Bears de Chicago, mais n'a pas joué un match avec ces équipes.
Lors de la saison 1997, alors qu'il joue pour les Raiders, il est le meneur dans la NFL pour le nombre de yards gagnés à la passe avec 3 917 yards.